# Complexe sportif Claude-Robillard
Het Complexe sportif Claude-Robillard is een multifunctioneel sportaccommodatie in Montreal, een stad in Canada. 
In het gebouw zijn verschillende gedeeltes waar verschillende sporten kunnen worden beoefend. Zo is er een zwembad met verschillende banen, een gedeelte met indoor atletiekbaan en een aantal gymzalen. Ook is er een voetbal- en hockeyveld met daaromheen een stadion. In het sportcomplex ligt een stadion dat Aréna Michel-Normandin wordt genoemd.
Het gebouw werd gebouwd om te kunnen worden op de Olympische Zomerspelen van 1976. Het werd gebruikt voor handbal en Waterpolo. Ook werd het gebruikt om te kunnen trainen voor de atletiekwedstrijden, zwemwedstrijden en hockey. Er werd ook gebruik gemaakt van dit stadion voor wedstrijden op het wereldkampioenschap voetbal onder 16 van 1987.
Vanaf mei 2022 wordt het gebouw grondig gerenoveerd. Volgens de planning duren die renovaties tot 2027.

## Afbeeldingen

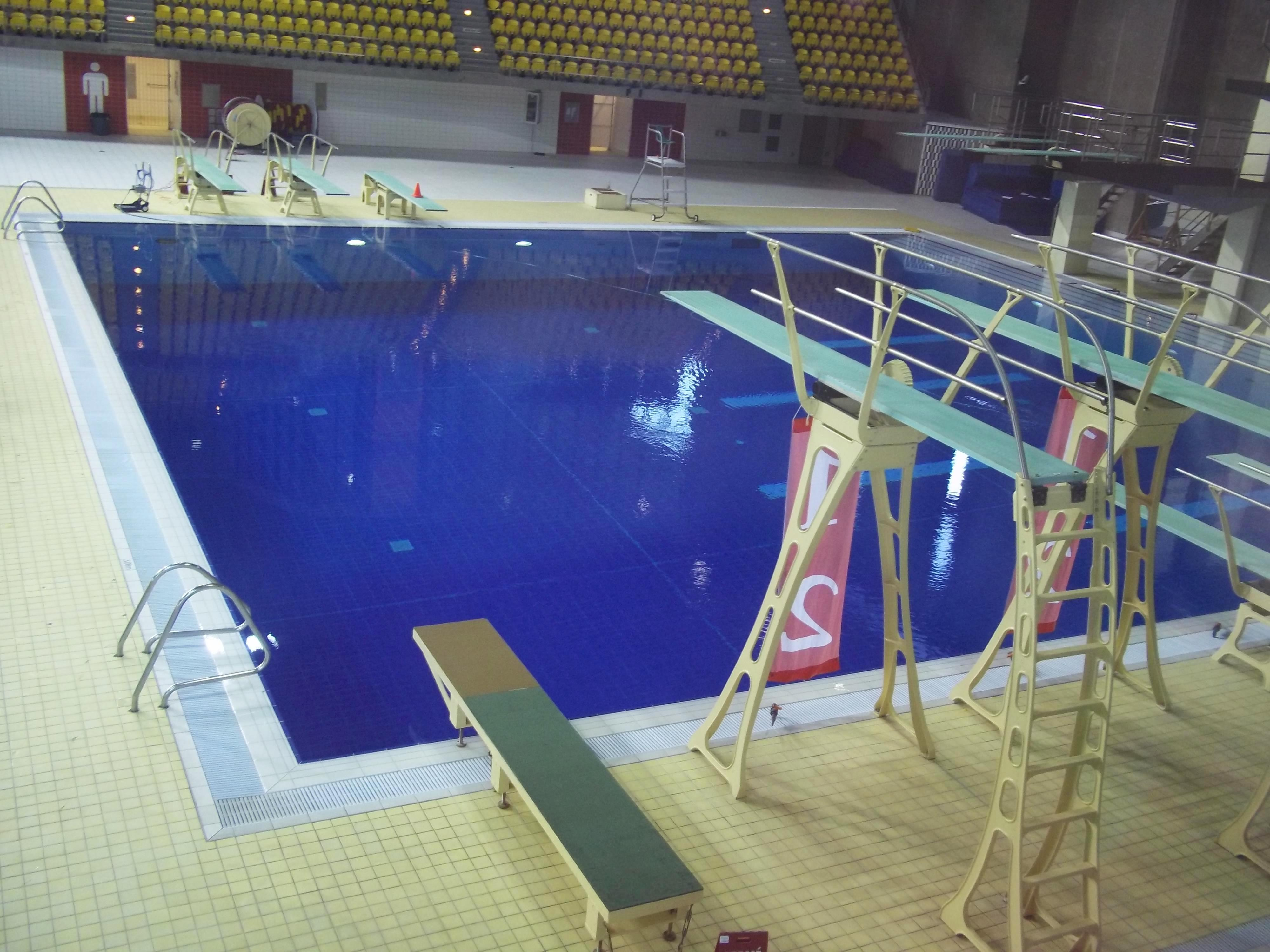
Het zwembad
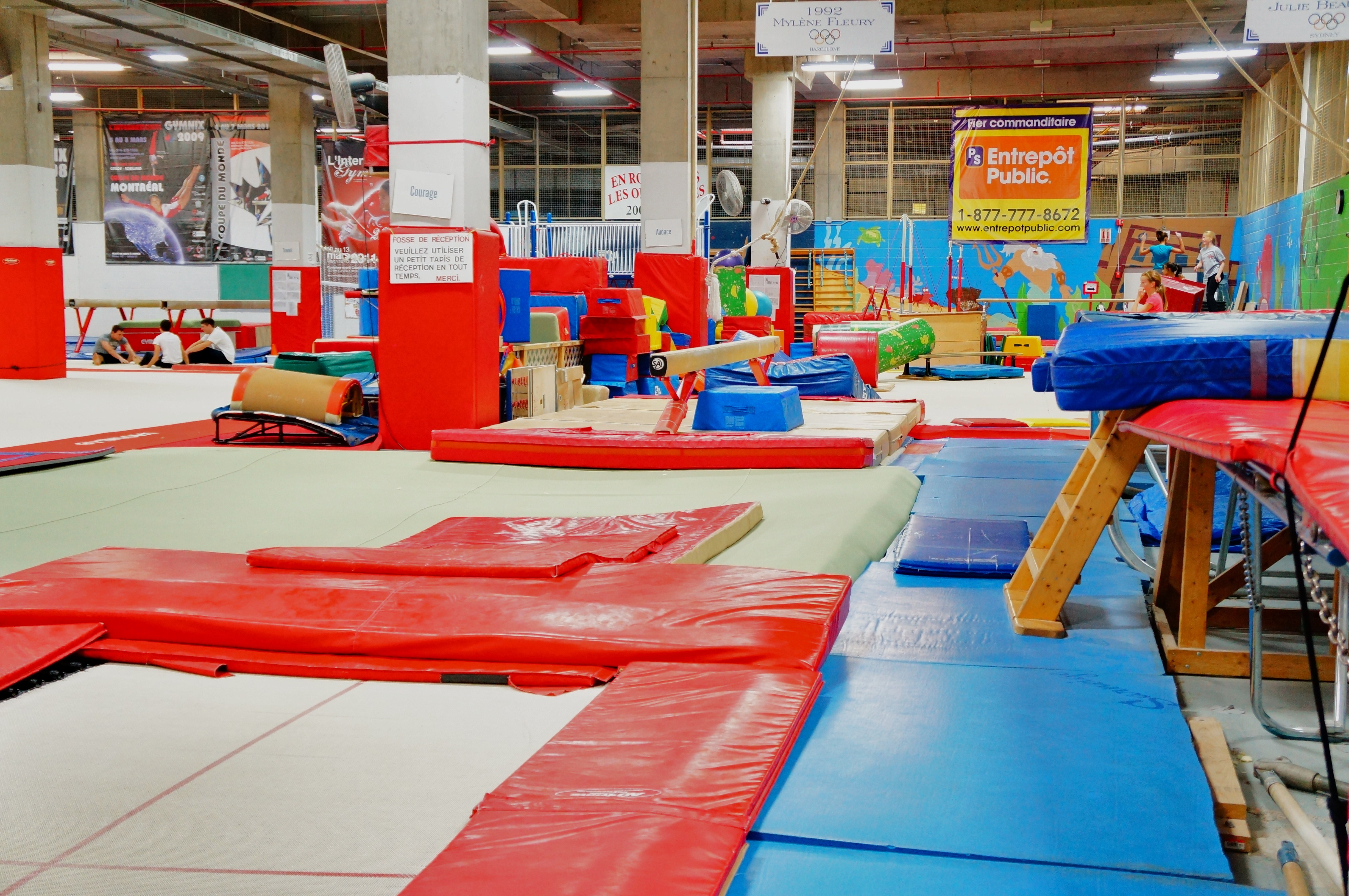
Gymnastiek